# Joaquín Pesqueira
Joaquín Pesqueira Quiroga, nacido en Pontevedra y fallecido en Vigo poco antes de 1957, fue un periodista gallego. 

## Trayectoria
Hijo de Eduardo Pesqueira Cotón, profesor de la Normal de Pontevedra fallecido el 6 de marzo de 1894, y Cándida Quiroga. Joaquín fue profesor auxiliar en la Normal de Pontevedra y colaboró en Diario de Pontevedra y El Progreso. Emigró a Buenos Aires en 1907, donde dirigió la revista Suevia, publicada en esa ciudad en 1913 y 1916. En la revista utilizó, durante la primera época (1913), el seudónimo de Conde de Cela, pero utilizó su nombre en los textos que escribió en la segunda (1916). En 1915 dirigió la Revista Mensual de la Asociación Española de Socorros Mutuos. Además de su labor como director y colaborador en Suevia, también publicó diversos artículos en las revistas bonaerenses Acción Gallega (órgano de difusión de la Casa de Galicia de Buenos Aires), en el Almanaque Gallego, Correo de Galicia o La Nación; en Galicia Nueva (Montevideo), en el Boletín del Centro Gallego de Avellaneda (Argentina) y en Vida Gallega.
De su vida se sabe muy poco, excepto que retornó a Galicia en 1924, fue correspondiente de La Nación y presidente de la Asociación de la Prensa de Vigo entre 1925 y 1927. Alberto Vilanova dice que sufrió en Vigo "un sonoro fracaso social" del que no explica más. Después de la guerra publicó algunas colaboraciones en Finisterre, Cartel, Spes y Litoral de Pontevedra.
- Y vivió su vida, 1913.
- Historia de la Asociación Española de Socorros Mutuos de Buenos Aires, 1919.